# Amadeo Bordiga
Amadeo Bordiga (ur. 13 czerwca 1889 w Ercolano w prowincji Neapol, zm. 23 lipca 1970 w Formii) – włoski marksista, teoretyk lewicowego komunizmu, założyciel Komunistycznej Partii Włoch i jej sekretarz generalny w latach 1921–1924, jeden z przywódców Międzynarodówki Komunistycznej i, po II wojnie światowej, przewodnia figura Międzynarodowej Partii Komunistycznej.

## Życiorys

### Dzieciństwo i młodość
Bordiga urodził się w Ercolano, w prowincji Neapol. Jego ojciec Oreste, Piemontczyk, był poważanym uczonym nauk rolniczych, którego autorytet uznawano szczególnie w sprawach problemów rolnictwa południowych Włoch. Wuj ze strony ojca, Giovanni, był matematykiem, ekspertem w geometrii rzutowej, wykładowcą Uniwersytetu w Padwie i radykałem z okresu zjednoczenia Włoch.
Matka, Zaira z domu Amadei, pochodziła ze starej florenckiej rodziny, a jej ojciec był spiskowcem z okresu Risorgimento. Otoczenie rodzinne było więc istotne w kształtowaniu się młodego rewolucjonisty, który wiedział jak „łączyć naukę ze sztuką”, jak powiedział w 1960 r. o całym ruchu rewolucyjnym. Na tym tle, Bordiga ukończył inżynierię na Politechnice w Neapolu w 1912 r. Z ruchem socjalistycznym zetknął się już w liceum poprzez swojego nauczyciela fizyki, Calviego, a w 1910 dołączył do Włoskiej Partii Socjalistycznej (PSI).

### Włoska Partia Socjalistyczna
Wraz z innymi radykalnymi socjalistami aktywnie sprzeciwiał się włoskiej wojnie kolonialnej w Libii. W kwietniu 1912 razem z innymi młodymi towarzyszami założył "Koło Karola Marksa", grupę która wyszła z neapolitańskiej sekcji PSI. Pod jego wpływem neapolitańska sekcja partii stała się zalążkiem bojowego nurtu, który stopniowo trafił na lokalne zjazdy Młodzieżówki Socjalistycznej i na krajowe kongresy Partii. W tym samym czasie powiększył swoje doświadczenie w walce robotniczej, mieszkając na jednym z obszarów przemysłowych na wschód od Neapolu, jednym z najbardziej rozwiniętych we Włoszech.
Odrzucenie pedagogicznego podejścia do polityki stało się w tych latach jednym z głównym podejmowanych przez niego tematów. Był od początku dogłębnie przeciwny demokracji przedstawicielskiej, którą utożsamiał z burżuazyjnym elektoralizmem: „Tak więc jeśli istnieje zupełna negacja teorii działania demokratycznego, należy jej szukać w socjalizmie” (Il Socialista, 1914) Tym samym sprzeciwiał się swobodzie działania grupy parlamentarnej Partii Socjalistycznej, zamiast tego domagając się poddania jej centralnej kontroli. Podobnie jak większość socjalistów z krajów śródziemnomorskich, był także stanowczym przeciwnikiem wolnomularstwa.
Po wybuchu I wojny światowej w 1914 wyróżnił się swoją kampanią antymilitarystyczną. W 1915, wraz z przystąpieniem Włoch do wojny, został powołany do wojska i musiał zaprzestać otwartej działalności antywojennej. Zwolniony ze służby czynnej z powodu poważnej krótkowzroczności, wznowił działalność polityczną w partii przedstawiając w 1917 wniosek przeciwko niejednoznacznemu hasłu „ani poparcia, ani sabotażu” wobec wojny. Wynik głosowania wywołał wielkie zdziwienie wśród przywódców partii: 14 000 głosów za wnioskiem i 17 000 przeciwko. W sierpniu 1917 Bordiga był animatorem Bezkompromisowej Frakcji Rewolucyjnej.

### Komunistyczna Partia Włoch
W następstwie rewolucji październikowej, Bordiga dołączył do międzynarodowego ruchu komunistycznego i uformował Frakcję Komunistyczną-Abstencjonistyczną wewnątrz Partii Socjalistycznej. „Abstencjonistyczną”, ponieważ sprzeciwiała się ona udziałowi w „burżuazyjnych wyborach”. Grupa, razem z byłym ugrupowaniem L'Ordine Nuovo z Turynu skupionym wokół Antonio Gramsciego, miała potem stanowić rdzeń Komunistycznej Partii Włoch (PCd'I, Partito Comunista d'Italia) - założonej w Livorno w styczniu 1921 r. Doszło do tego po długiej walce wewnątrz PSI: już w 1919 przegłosowała ona afiliację z Kominternem, lecz odmawiała pozbycia się swojego reformistycznego skrzydła. W toku konfliktu, Bordiga wziął udział w drugim kongresie Kominternu w 1920, gdzie dodał 2 punkty do 19 warunków członkostwa zaproponowanych przez Włodzimierza Lenina. 21. warunek, przy którym upierał się Bordiga, czynił wszystkie decyzje Międzynarodówki wiążącymi dla wszystkich partii komunistycznych - oznaczało to, że wbrew swoim poglądom przeznaczył partię do działania w parlamencie. Według Bordigi jedność działalności komunistycznej była ważniejsza od kwestii taktycznych. Niemniej jednak został skrytykowany przez Lenina w broszurze „Dziecięca choroba »lewicowości« w komunizmie”.
Dla Bordigi partia była „społecznym mózgiem” klasy robotniczej, której zadaniem nie było zdobywanie poparcia większości, lecz przygotowywanie się do zbrojnego powstania, w toku którego przejęłaby władzę i wykorzystała ją do zniesienia kapitalizmu i narzucenia społeczeństwa komunistycznego siłą. Bordiga utożsamiał dyktaturę proletariatu z dyktaturą partii, i przekonywał, że ustanowienie jej własnej dyktatury powinno być natychmiastowym i bezpośrednim celem. Bordiga był przeciwnikiem antyfaszyzmu rozumianego jako sojusz wszystkich przeciwników faszyzmu, jego zdaniem wszystkie ugrupowania burżuazyjne od socjaldemokratów po faszystów powinny być jednakowo zwalczane. 
Stanowisko to akceptowała większość członków PCd'I, lecz miało to doprowadzić do konfliktu w Kominternie gdy ten w 1921 r. przyjął nową taktykę: „zjednoczonego frontu” z partiami socjaldemokratycznymi do walki o reformy, a nawet do stworzenia razem „rządu robotniczego”. Bordiga uznał to za powrót do nieudanych taktyk przedwojennych socjaldemokratów, które doprowadziły ich do zostania reformistami.
Ze względu na dyscyplinę Bordiga i jego towarzysze (którzy stali się znani jako „włoska lewica komunistyczna”) zaakceptowali decyzję Kominternu, lecz byli w coraz trudniejszej sytuacji. Gdy Bordigę w 1923 r. aresztował pod zmyślonymi zarzutami nowy rząd Benito Mussoliniego, ten musiał porzucić swoje stanowisko członka Komitetu Centralnego PCd'I, lecz po jego uniewinnieniu rok później, postanowił go nie odzyskiwać, zatem domyślnie akceptując fakt, że teraz został opozycjonistą. W 1924, lewica utraciła kontrolę nad PCd'I na rzecz grupy promoskiewskiej której przywódca, Gramsci, został nowym sekretarzem generalnym partii w czerwcu. Na trzecim kongresie PCd'I, odbytym na wygnaniu w Lyonie w styczniu 1926, manewr grupy promoskiewskiej został ukończony; bez wsparcia Międzynarodówki Komunistycznej w ucieczce spod faszystowskiej kontroli, niewielu członkom lewicy udało się dotrzeć na kongres, tak więc „tezy” zredagowane przez Bordigę zostały odrzucone, a te stalinowskiej mniejszości przyjęte.
Ostatni raz wziął udział w zebraniu Komitetu Wykonawczego Kominternu w 1926, w tym samym roku w którym stanął twarzą w twarz z przywódcą Związku Radzieckiego Józefem Stalinem. W swojej ostatecznej konfrontacji ze Stalinem w Moskwie w 1926, Bordiga zaproponował żeby wszystkie partie komunistyczne świata razem rządziły Związkiem Radzieckim, aby zademonstrować ponadnarodową rzeczywistość ruchu robotniczego. Propozycja ta spotkała się z chłodnym przyjęciem ze strony Stalina i jego stronników. Bordiga oskarżył Stalina o zdradę rewolucji, nazywając radzieckiego przywódcę „grabarzem rewolucji”.

### Aresztowanie
W grudniu 1926 r. Bordiga został znowu zaaresztowany przez faszystowskie władze i wysłany do więzienia na Ustice, włoskiej wyspie na Morzu Tyrreńskim. Tam spotkał się z Gramscim, z którym odnowił przyjaźń i współpracował pomimo różnic politycznych. Bordiga był zmartwiony złym stanem zdrowia Gramsciego, lecz nic nie wyszło z planu zorganizowania jego ucieczki z wyspy. W 1928 Bordigę przeniesiono na wyspę Ponza. Tam zbudował kilka domów, powracając po swoim areszcie w 1929 aby je ukończyć.

### Opozycja
Po uwolnieniu Bordiga nie wznowił działalności w Partii Komunistycznej, i został tak naprawdę wydalony w marcu 1930 pod zarzutem „popierania, obrony i aprobaty stanowisk opozycji trockistowskiej" i zakłócania pracy partii. Wraz z jego wydaleniem, Bordiga porzucił działalność polityczną aż do 1943 r., oddając się zawodowi inżyniera. W tym okresie odmawiał komentowania spraw politycznych nawet, gdy pytali go zaufani przyjaciele. Jednakże wielu jego dawnych zwolenników w PCd'I udało się na wygnanie i stworzyło tendencję polityczną zwaną często „włoską lewicą komunistyczną”. W 1928 jej członkowie na wygnaniu we Francji i Belgii uformowali „Frakcję Lewicową Komunistycznej Partii Włoch”, która w 1935 stała się „Włoską Frakcją Lewicy Komunistycznej”. Ta zmiana nazwy była odbiciem poglądu lewicy włoskiej, że PCd'I i inne Partie Komunistyczne stały się teraz „kontrrewolucyjne”. „Bordigiści”, jak ich nazywano, wraz ze swoją teorią partii i ich sprzeciwem wobec wszelkiej formy „frontyzmu”, utrzymywali że program był wszystkim a liczby niczym. Bordiga miał raz jeszcze współpracować z wieloma z tych towarzyszy po II wojnie światowej.

### Międzynarodowa Partia Komunistyczna
Po 1944 powrócił do działalności politycznej jako członek Frakcji Socjalistów i Komunistów skupionej w Neapolu. Ale gdy to ugrupowanie zostało rozwiązane i weszło w skład Komunistycznej Partii Internacjonalistycznej (PCInt), Bordiga początkowo do niej nie wstąpił. Jednakże pisał anonimowo dla jej prasy, głównie Battaglia Comunista i Prometeo, w zgodzie ze swoim poglądem że dzieło rewolucyjne jest z natury zbiorowe, i swoim sprzeciwem wobec wszelkiej formy (nawet domyślnego) kultu jednostki. Bordiga dołączył do PCInt w 1949. Wkrótce wewnątrz partii doszło do konfliktu między dwiema grupami, z których jednej przewodził Bordiga a drugiej Onorato Damen. Głównymi kwestiami spornymi były: charakterystyka imperializmu i walka narodowowyzwoleńcza (Bordiga utrzymywał, że w niektórych „zacofanych” regionach świata komuniści powinni nadal popierać ruchy narodowowyzwoleńcze), kwestia związków zawodowych (zdaniem grupy Bordigi komuniści wciąż powinni byli zdobywać wpływy w związkach zawodowych, aby zdobyć wpływy wśród klasy robotniczej), stosunek między partią a klasą, natura Związku Radzieckiego.
W 1951 r. doszło do rozłamu, a w 1952 Bordiga i jego zwolennicy utworzyli Międzynarodową Partię Komunistyczną, publikującą Il Programma Comunista. Bordiga poświęcił się Partii i pozostał w niej aż do śmierci w 1970 roku.

## Poglądy

### Stalinizm
Bordiga był zagorzałym przeciwnikiem stalinizmu, który jego zdaniem stanowił kontrrewolucję, w wyniku której partie komunistyczne powróciły do oportunizmu i reformizmu socjaldemokracji i porzuciły sprawę światowej rewolucji proletariackiej. Teorię "socjalizmu w jednym kraju" uważał za niemarksistowską i za zdradę proletariackiego internacjonalizmu. O ile jasnym dla niego było, że w ZSRR nie było socjalizmu, w różnych okresach miał różne poglądy co do tego, jaki rodzaj społeczeństwa naprawdę reprezentował – raz mówił o nim jako kapitalistycznym, raz uważał, że nie jest, ale wykazuje tendencję w stronę kapitalizmu. Zgodnie z koncepcją Bordigi Stalin, a później Mao Zedong, Hồ Chí Minh, Che Guevara itp. byli „wielkimi romantycznymi rewolucjonistami” w znaczeniu XIX-wiecznym, tj. rewolucjonistami burżuazyjnymi. Uważał, że stalinowskie reżimy które powstały po 1945 po prostu dokańczały rewolucję burżuazyjną poprzez swoją politykę agrarną i poprzez rozwój sił wytwórczych.

### Demokracja
Bordiga z dumą określał się jako „antydemokrata” i uważał, że jego zdanie podzielali Marks i Engels. Uważał faszyzm i stalinizm za kulminację burżuazyjnej demokracji. Demokracji przeciwstawiał dyktaturę proletariatu. Nie krytykował jednak tyle demokratycznej formy podejmowania decyzji samej w sobie (choć pod koniec życia doszedł do wniosku że należałoby się pozbyć wszelkich mechanizmów demokratycznych w organizacji partyjnej), co podnoszenie demokracji do rangi stojącej ponad realną walką proletariatu zasady, zgodnie z którą można by było z liczenia głosów wywieść "wolę ludu", która byłaby automatycznie słuszna. Jego zdaniem opinia większości nie była wystarczającym czynnikiem przy wyborze słusznej drogi działania. W miejsce "centralizmu demokratycznego" proponował "centralizm organiczny", w którym program komunistyczny byłby ważniejszy od woli większości. Perspektywa Bordigi podkreśla fakt, że dla Marksa komunizm nie jest ideałem do osiągnięcia, lecz "realnym ruchem" zrodzonym ze starego społeczeństwa, który ma zestaw programowych zadań.

### Zjednoczony front
Bordiga stanowczo sprzeciwiał się zwrotowi w prawo, jaki Komintern wykonał w 1921; jako sekretarz generalny PCd'I odmówił zaimplementowania strategii "zjednoczonego frontu" przyjętej przez Trzeci Kongres. Odmówił innymi słowy fuzji nowo powstałej Partii Komunistycznej, zdominowanej przez "bordigizm", z lewym skrzydłem PSI z którą dopiero co zerwała. Bordiga miał inny pogląd na partię niż Komintern (choć do końca życia uważał się za "leninistę" i nigdy otwarcie nie skrytykował Lenina), który dostosowywał się do odpływu fali rewolucyjnej, jaki obwieścił w 1921 angielsko-rosyjski układ handlowy, powstanie w Kronsztadzie, wdrożenie NEP-u i porażka "akcji marcowej" w Niemczech. Według Bordigi strategia zachodnioeuropejskich Partii Komunistycznych walki z tym "odpływem" poprzez wchłonięcie masy lewicowych socjaldemokratów była całkowitą kapitulacją wobec kontrrewolucji, jaka jego zdaniem nastała. Takie było sedno jego krytyki demokracji – to w imię "zdobycia mas" Komintern zdawał się czynić wszelkiego rodzaju programowe ustępstwa na rzecz socjaldemokracji. Rolą partii w takim okresie miało być zachowanie programu i szerzenie propagandy tak długo, jak to możliwe, aż do nastania bardziej korzystnej sytuacji, nie "rozcieńczanie" go w pogoni za efemeryczną popularnością. Bordiga i jego zwolennicy, w przeciwieństwie do trockistów (dla których kluczową datą było przegranie przez Trockiego walki o władzę w 1927), uznali rok 1921 i przyjęcie tej polityki za punkt zwrotny w historii Międzynarodówki od którego zaczęła się degeneracja ruchu komunistycznego.

### Komunizm
Dla Bordigi obie fazy społeczeństwa komunistycznego (czasem rozróżniane na „socjalizm” i „komunizm”) charakteryzowały się nieobecnością pieniędzy i rynku, różniąc się między sobą tym, że w pierwszym stadium wykorzystywano by system racjonowania w celu alokacji dóbr, podczas gdy w pełnym komunizmie zostałoby to porzucone na rzecz swobodnego dostępu. Ten pogląd odróżniał Bordigę od innych leninistów, których zdaniem pieniądze i inne kategorie wymiany przetrwałyby w "socjalizmie". Zdaniem Bordigi żadne społeczeństwo w którym pieniądze, sprzedawanie i kupowanie przetrwałyby nie mogło być uznane ani za socjalistyczne, ani za komunistyczne; te kategorie zniknęłyby już wraz z osiągnięciem stadium socjalistycznego, a nie komunistycznego.